# Pravoslav Sovak

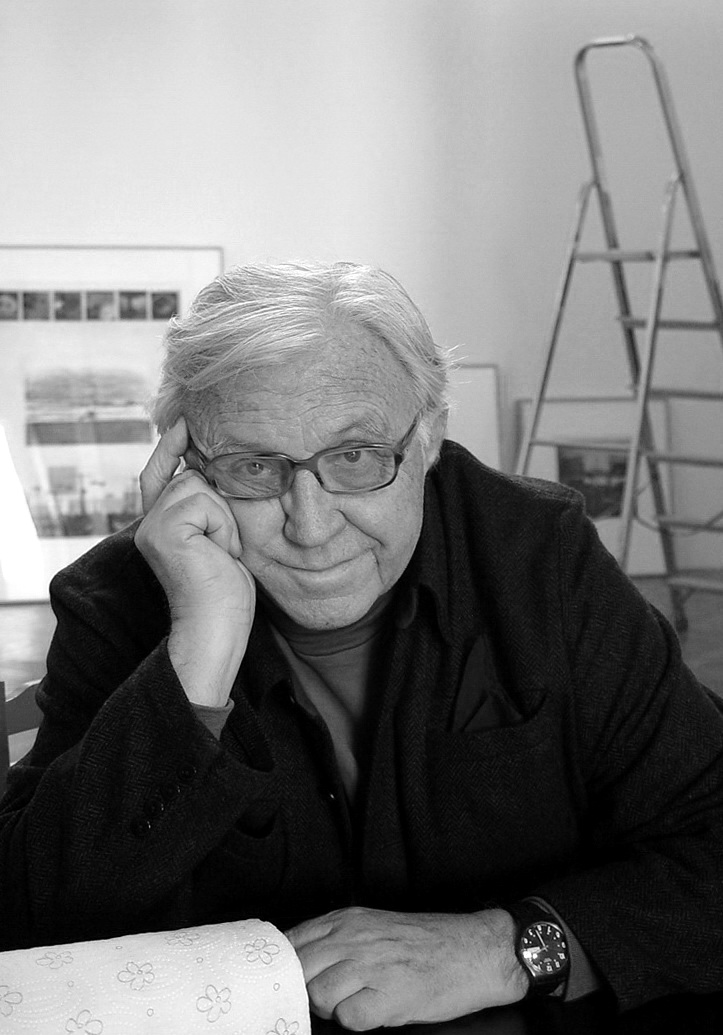
Pravoslav Sovák (2010)

Pravoslav Sovak (* 30. August 1926 als Pravoslav Sovák in Vysoké Mýto, Tschechoslowakei; † 10. Juni 2022 in Hergiswil) war ein schweizerischer Bildender Künstler und freier Grafiker.

## Leben und Wirken
Sovak besuchte nach dem Abitur eine private Kunstschule und studierte anschließend an der Hochschule für Angewandte Kunst in Prag. 1947 wurde er Assistent an der Palacky-Universität in der Fakultät für Kunsterziehung. In den 1950er Jahren perfektionierte er seine grafischen Techniken und legte seinen Schwerpunkt auf schwarz-weiß-Radierungen. Seine ersten erfolgreichen Ausstellungen fanden in Prag, Wien und Klagenfurt statt.
In den 1960er Jahren erfolgte eine Hinwendung zur Farbe. Pravoslav Sovak malte und entwarf Bühnenbilder- und Kostüme für die Prager Theater und Filmstudios. Nach dem Prager Frühling 1968 emigrierte er nach Deutschland, kam 1969 nach Luzern und lebte ab 1978 bis zu seinem Tod in Hergiswil im Kanton Nidwalden in der Schweiz. Er wurde Dozent in Zürich. Es folgte eine rege Ausstellungstätigkeit in West-Europa und den USA. 1975 erfolgte der Ruf nach Köln als Professor für Freie Grafik an die Fachhochschule für Kunst und Design, die 1971 aus den Kölner Werkschulen hervorgegangen war. Sovak dozierte an der Fachhochschule für Kunst und Design bis zur Schließung der Abteilungen für „Freie Kunst“ (mit Gründung der Kunsthochschule für Medien Köln 2001). 1987 wurde Sovak Schweizer Staatsbürger. Schüler der Sovak-Klasse waren u. a. Horst Conen, Jiří Georg Dokoupil, Hans Jeschke, Gerard Kever, Erik Offermann, Andreas Scholz, Volker Saul, Herbert Weiler und Lissy Winterhoff.
Im Jahr 2016 würdigte die Kunsthalle Mannheim das grafische Werk von Sovak in einer großangelegten Ausstellung, in der Landschaften und Reiseimpressionen mit collagierenden und aquarellierenden Elementen zu sehen waren.

### Grafik 1959–1964

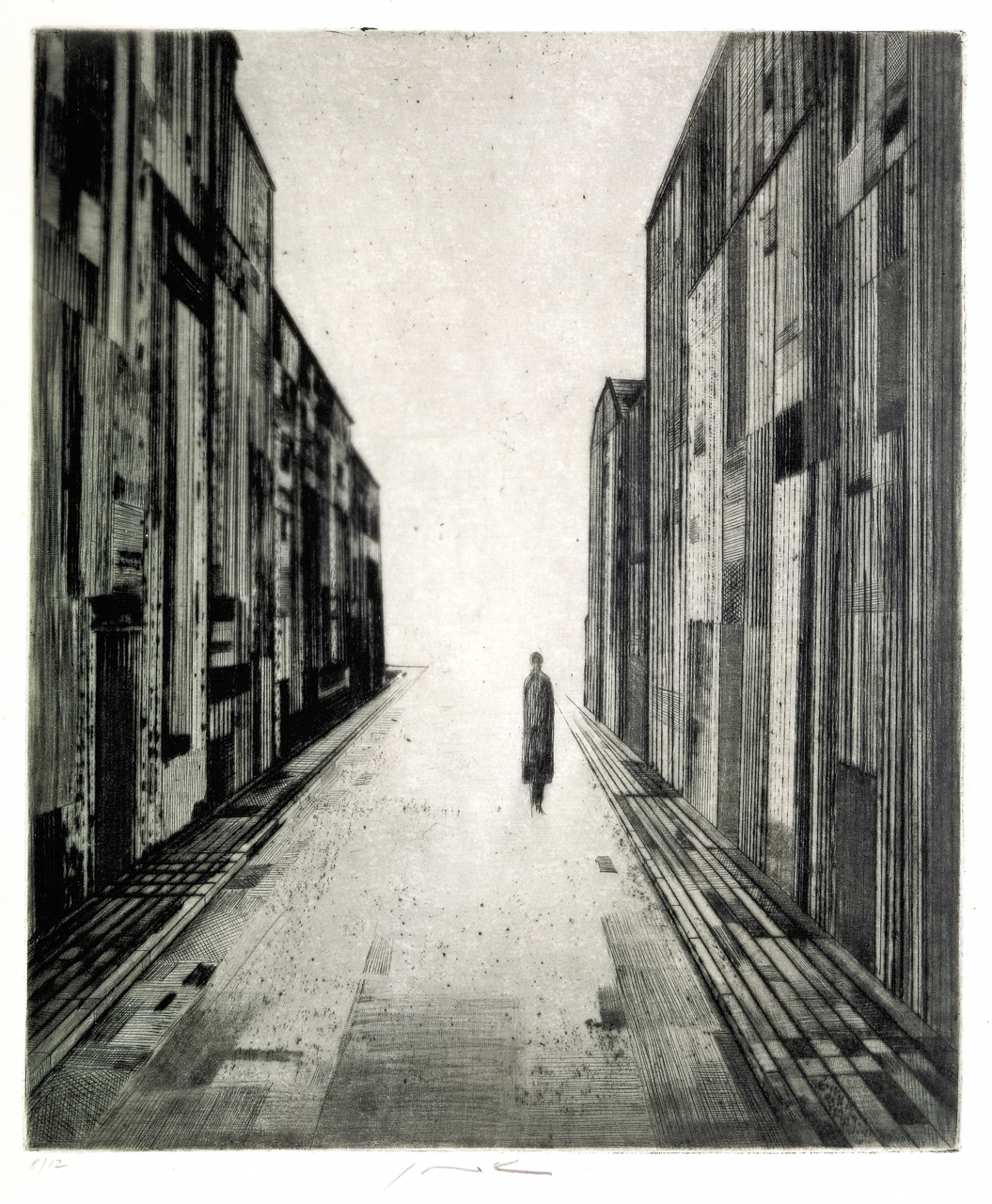
Street (1959), drypoint
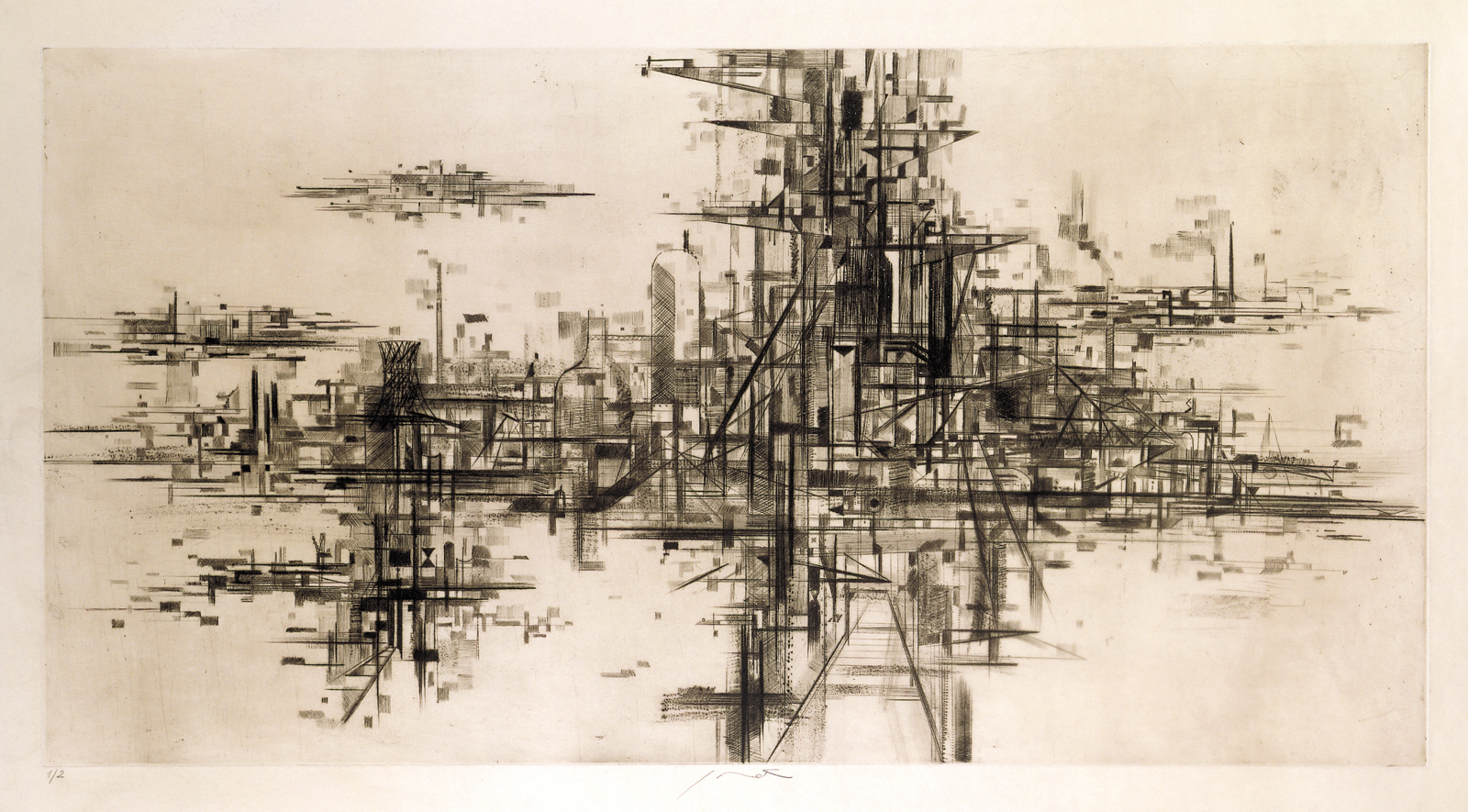
Ironworks – Panorama (1959), drypoint
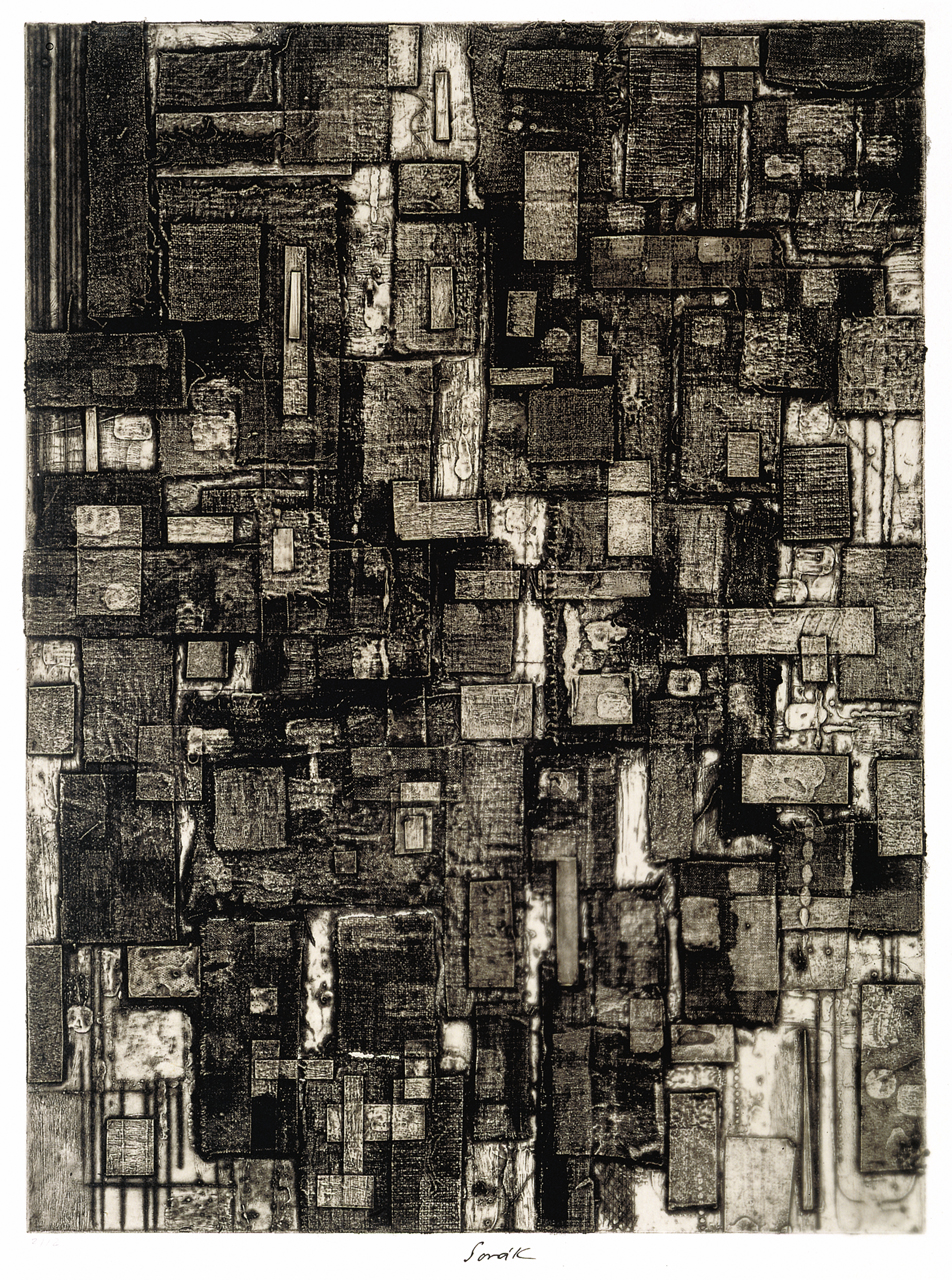
Hommage à Franz Kafka (1961), etching, drypoint, laquer, textile, paper
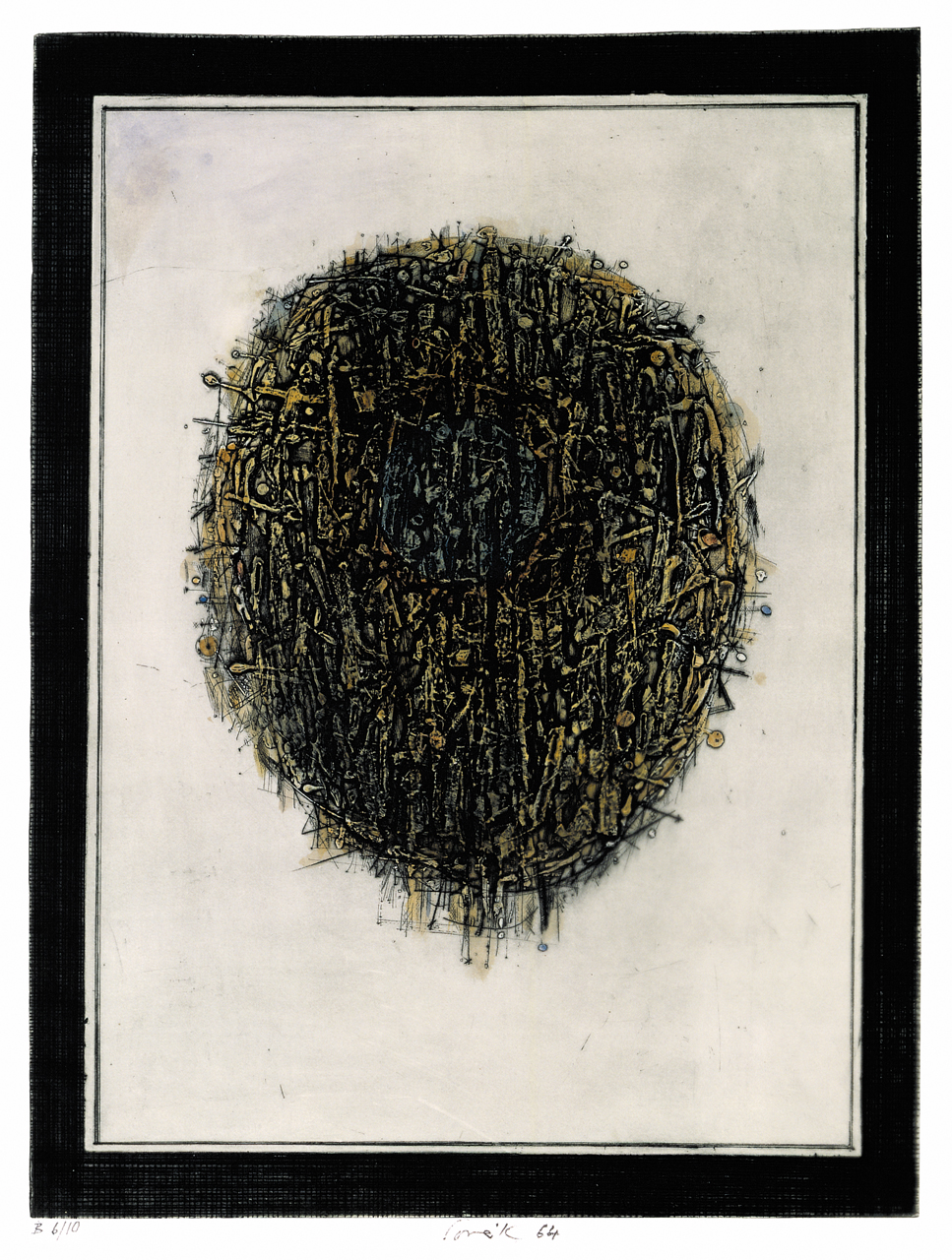
Mirror-portrait I (1964), combined technique

### Grafik 1969–1985

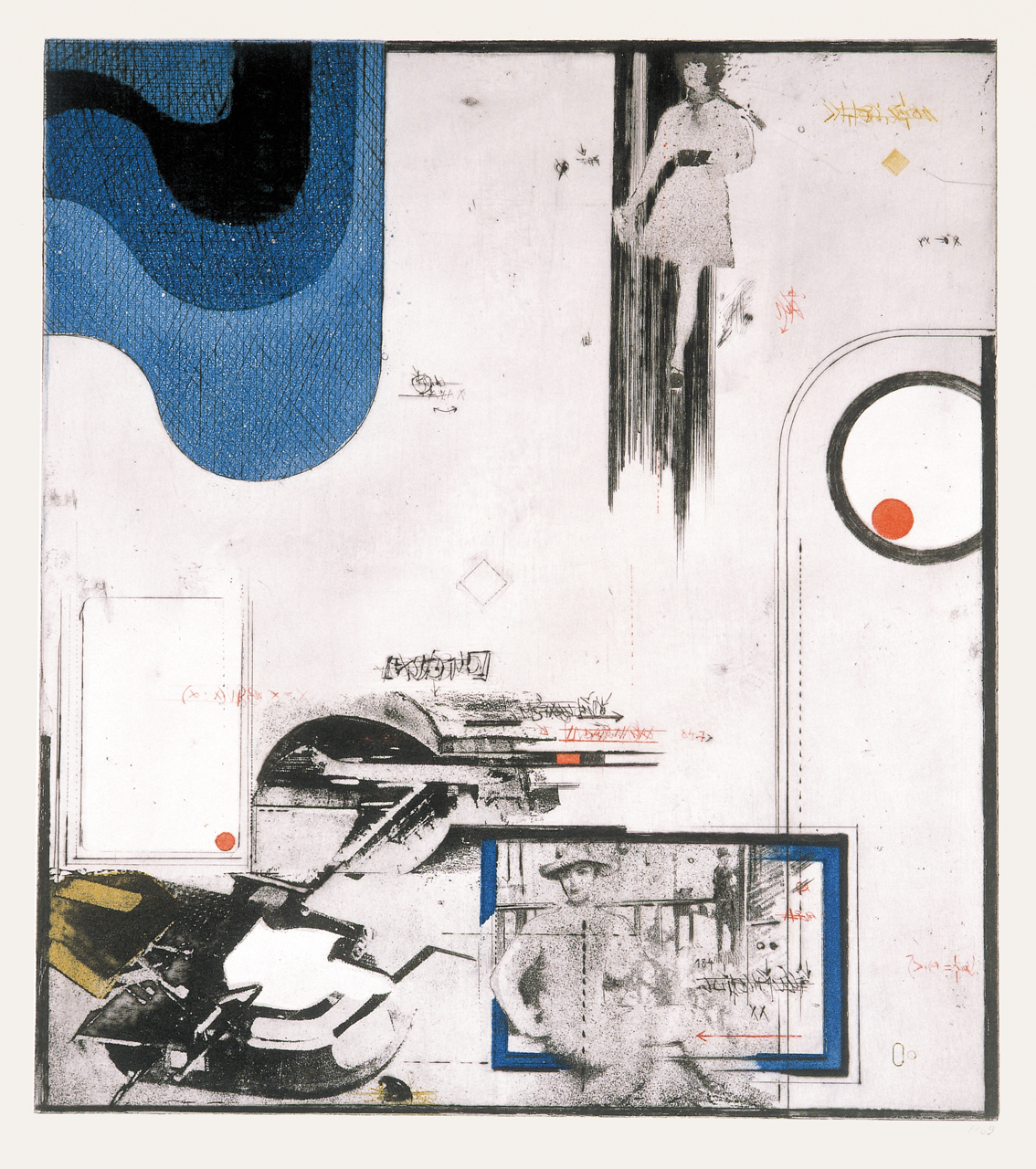
Lightness (1969), color etching, aquatint, photogravure
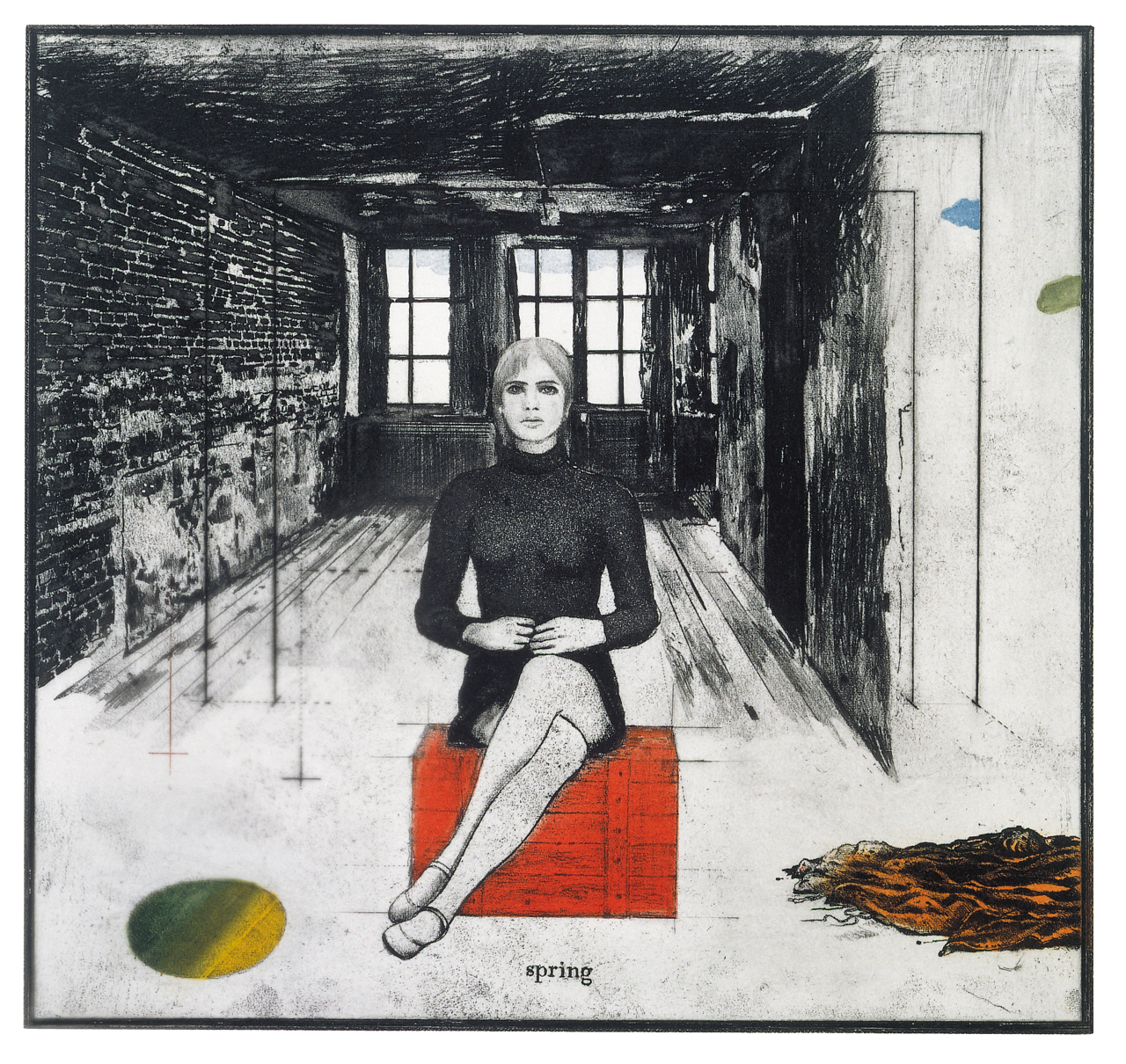
Spring, cycle Indirect messages (1970–1972), combined technique
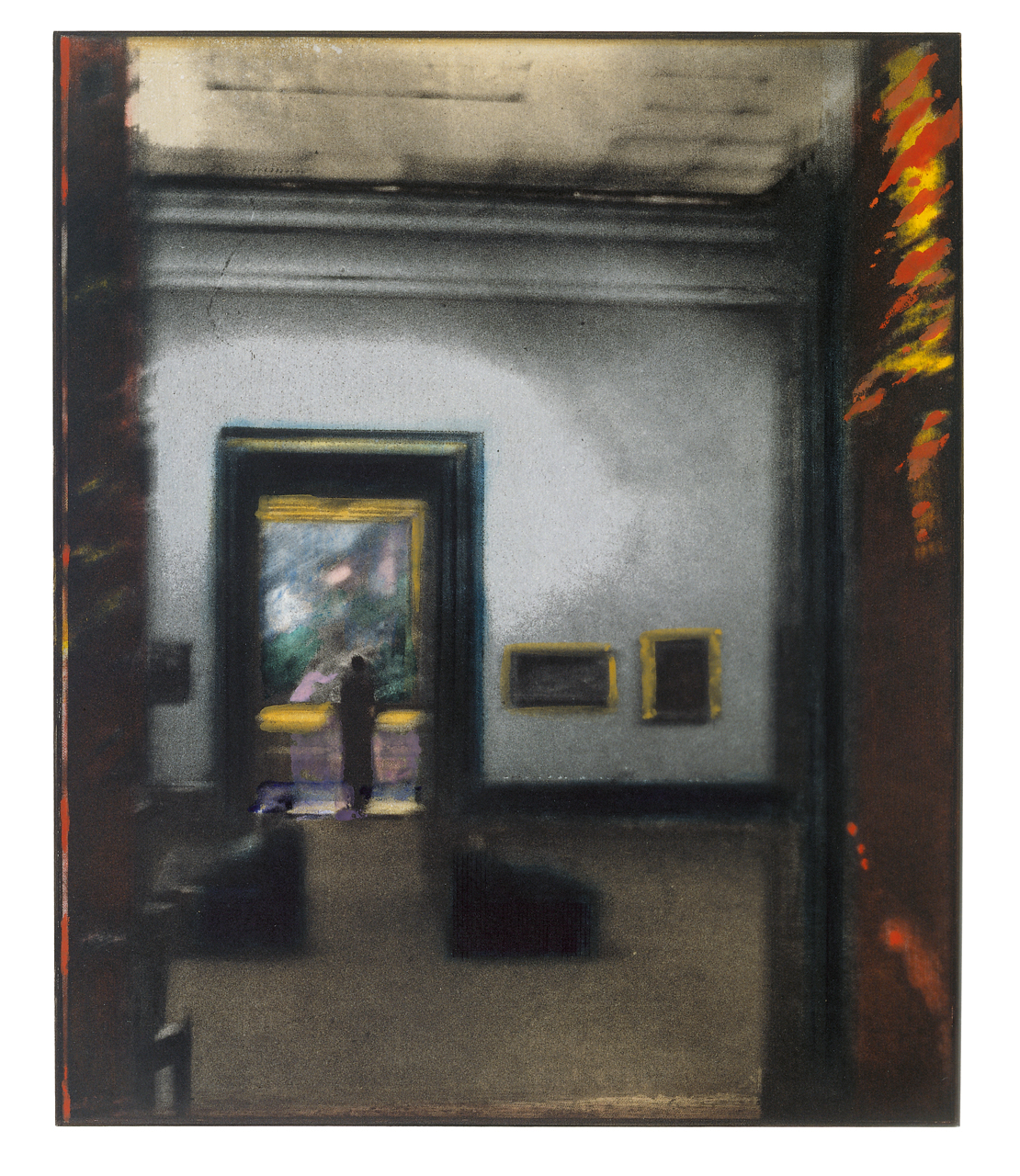
Gallery (1977), combined technique
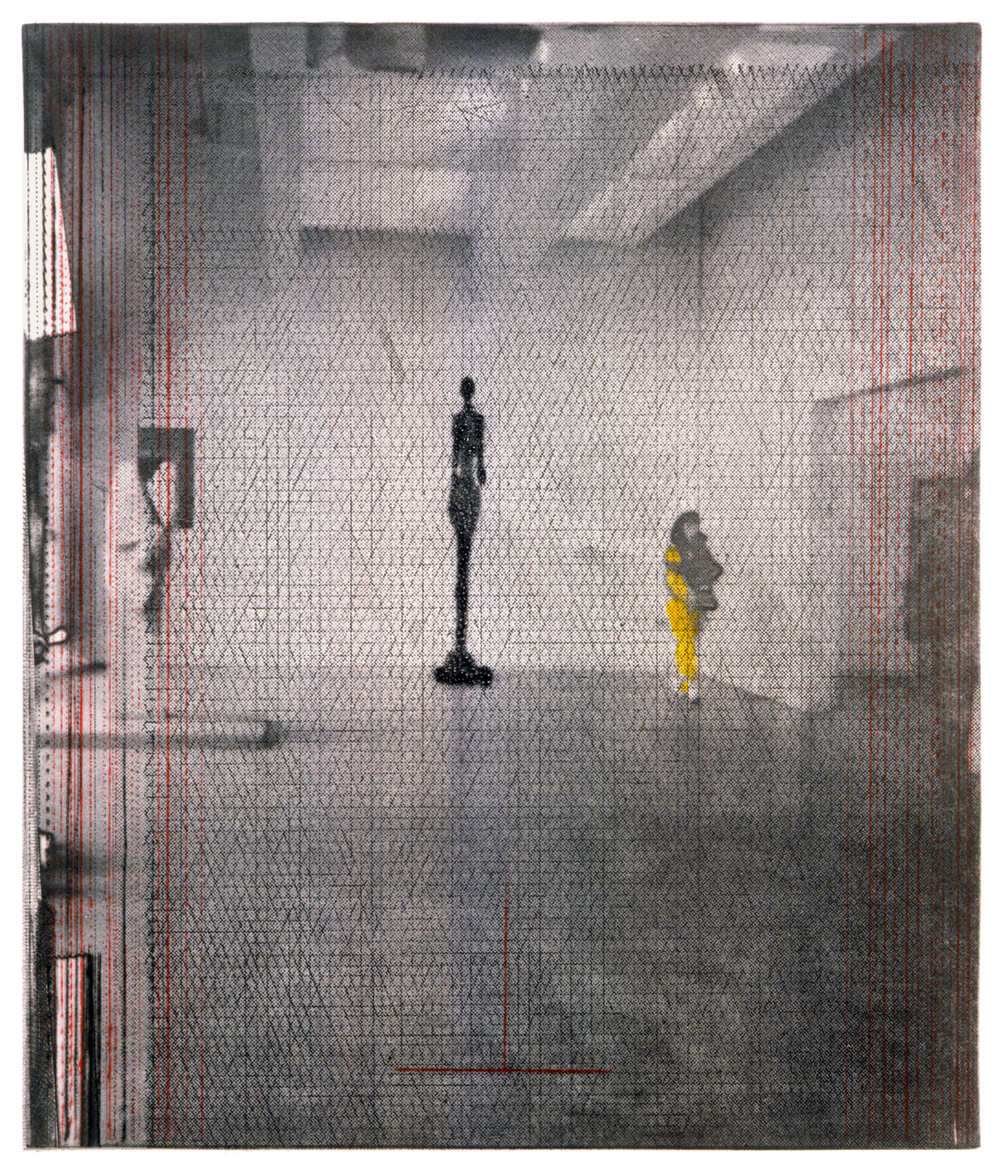
A.G. (1985), combined technique

### 1980. – 90. Jahre

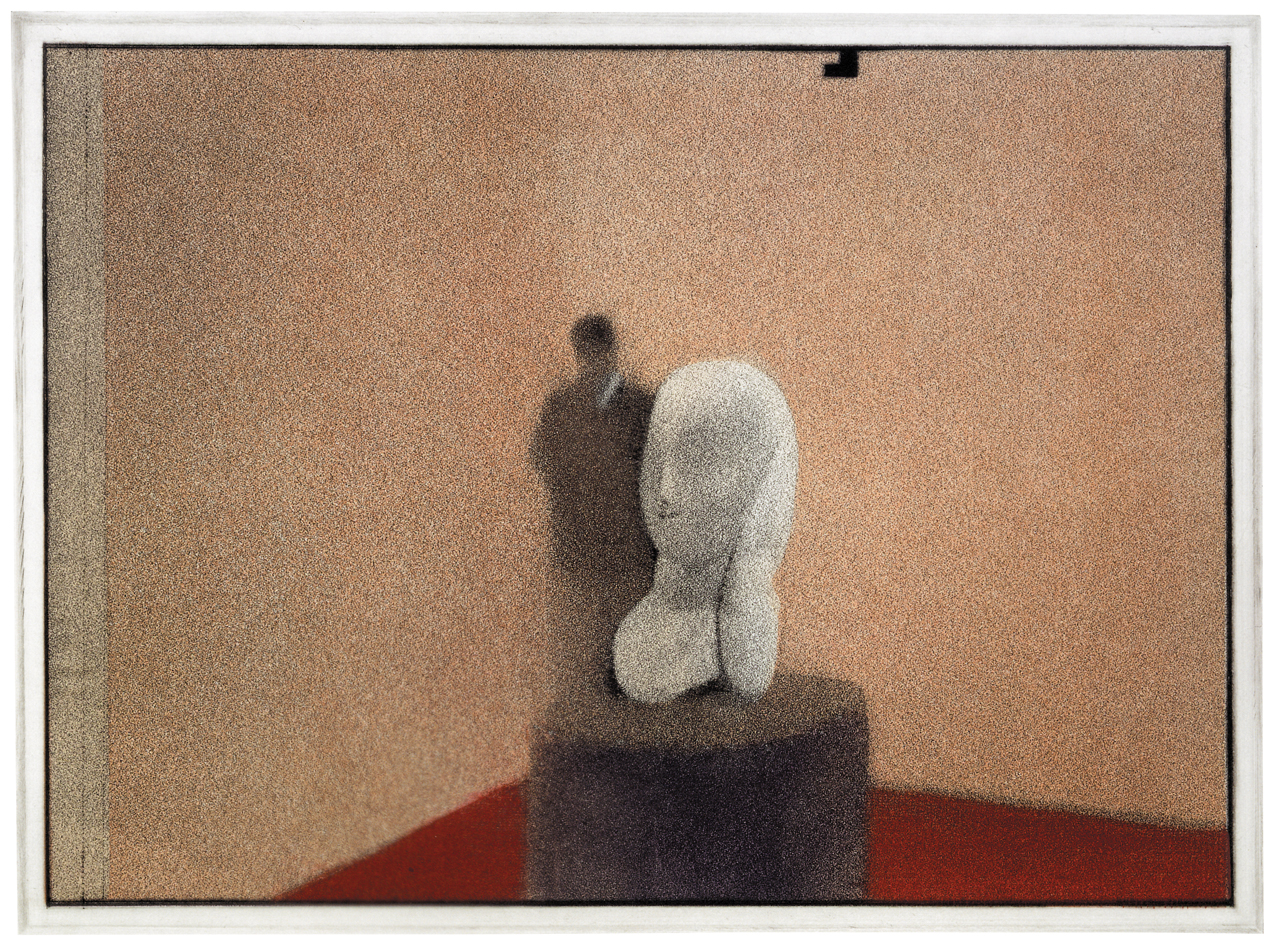
Brâncuși II (1986–1991), combined technique
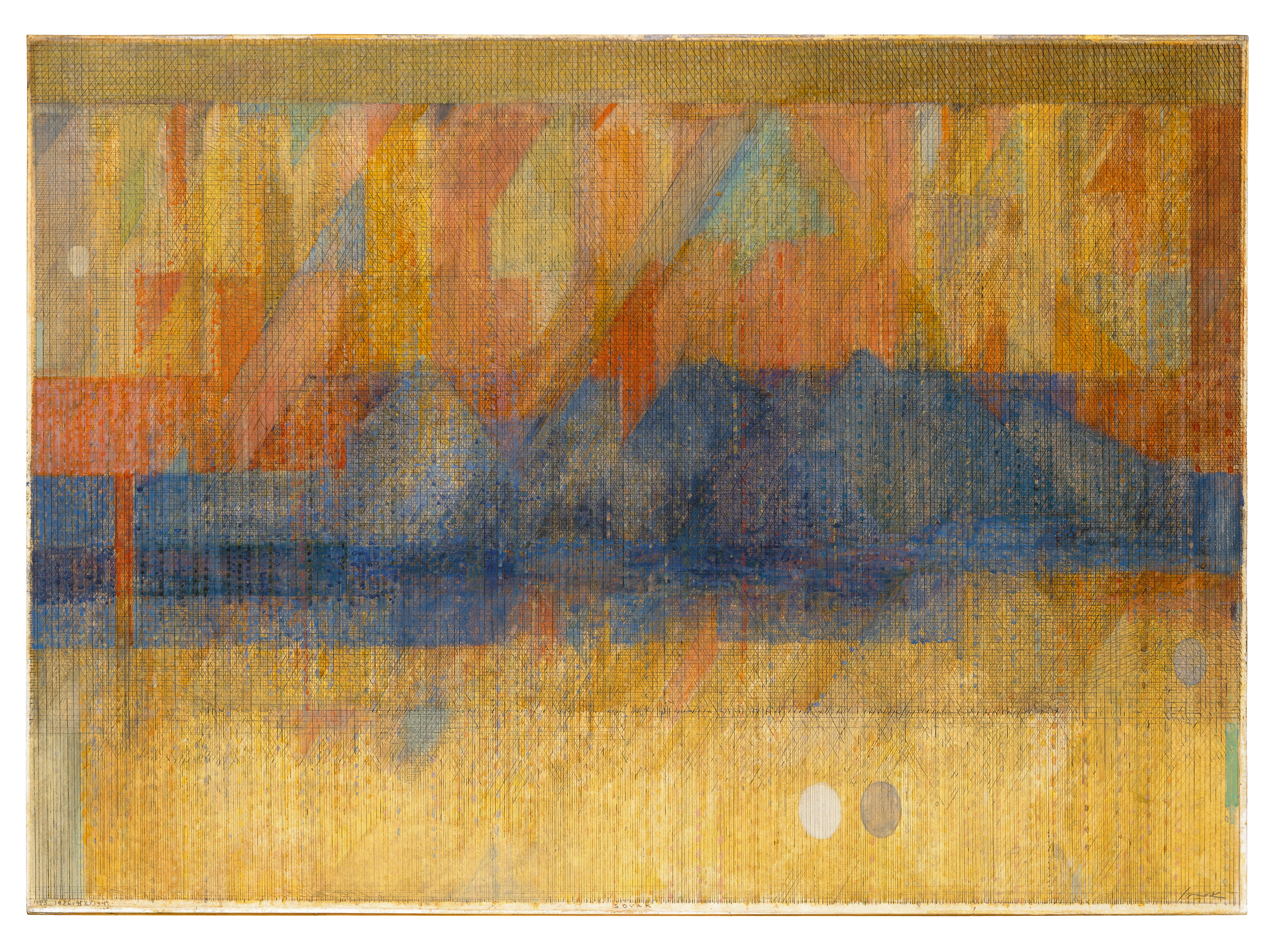
Legendary cliffs (1983–1985), combined technique
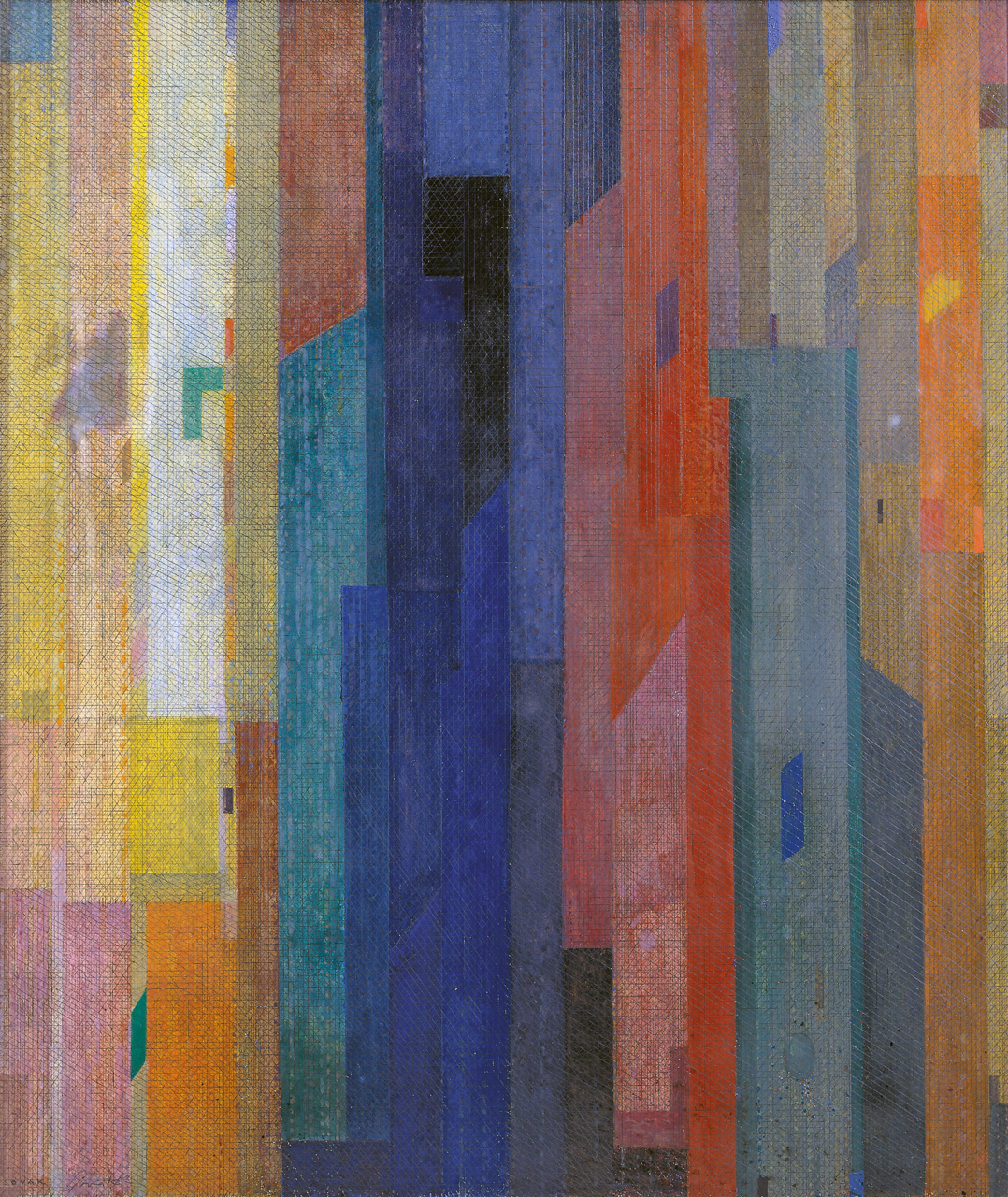
Big walls (1987–1991), combined technique
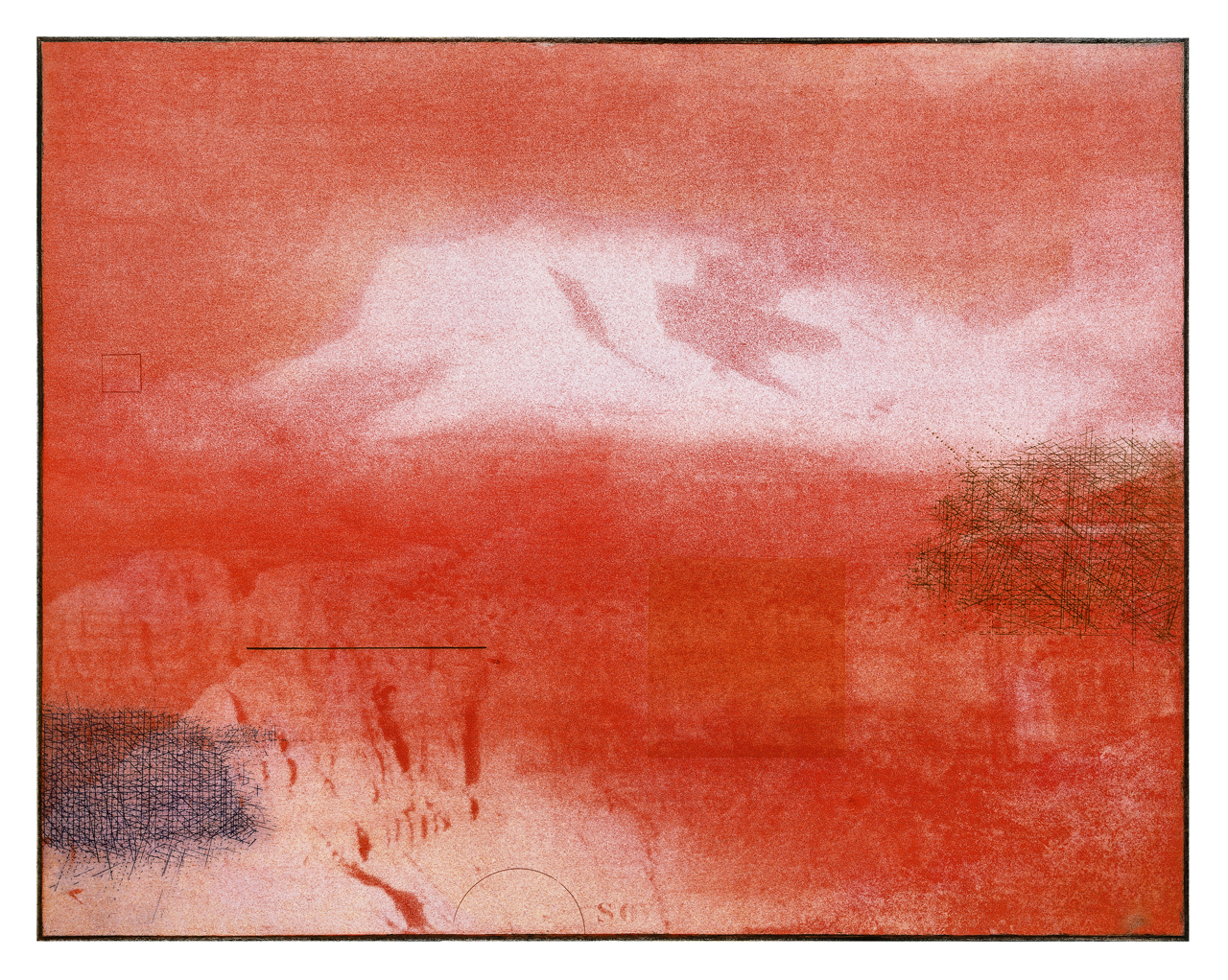
Desert walls – Purple (1981–1998), combined technique

## Ausstellungen (Auswahl)
- 1970: Print-Club, Philadelphia, New York und California
- 1971: Kunst und Politik, Kunsthalle Basel, Kunstvereine in Frankfurt und Karlsruhe
- 1972: Indirect Messages New York, -MOMA-
- 1974: Retrospektive Kölnischer Kunstverein
- 1975–85: Exhibitions in London, Paris, New York, Philadelphia.
- 2007: Leopold-Hoesch-Museum, Düren
- 2007: Kunstforum Ostdeutsche Galerie, Regensburg
- 2007: Staatliches Russisches Museum, St. Petersburg
- 2016: Kunsthaus Zug
- 2016: Kunsthalle Mannheim